# Warburgiella subleptorrhynchoides
Warburgiella subleptorrhynchoides är en bladmossart som beskrevs av Fleischer 1923. Warburgiella subleptorrhynchoides ingår i släktet Warburgiella och familjen Sematophyllaceae. Inga underarter finns listade i Catalogue of Life.